# Sincronització vertical
La sincronització vertical, més coneguda com a VSync o Vertical Sync, és una tecnologia gràfica dissenyada per a videojocs. Aquesta tecnologia s'encarrega de detectar el número de fotogrames per segon al qual està funcionant el videojoc i la freqüència de refresc del televisor o monitor per tal d'evitar problemes de vizualització com per exemple el "screen tearing".
El seu principal autor és Ken Birman, professor de ciències de la computació a la Universitat Cornell. Aquesta tecnologia va ser estrenada originalment al 2010 amb el nom de Isis2, però posteriorment se li va canviar el nom a VSync per tal d'evitar la similitud del primer nom amb el grup terrorista ISIL.